# Pholcus silvai
Pholcus silvai là một loài nhện trong họ Pholcidae. Loài này có ở Madeira.